# Bukowisko

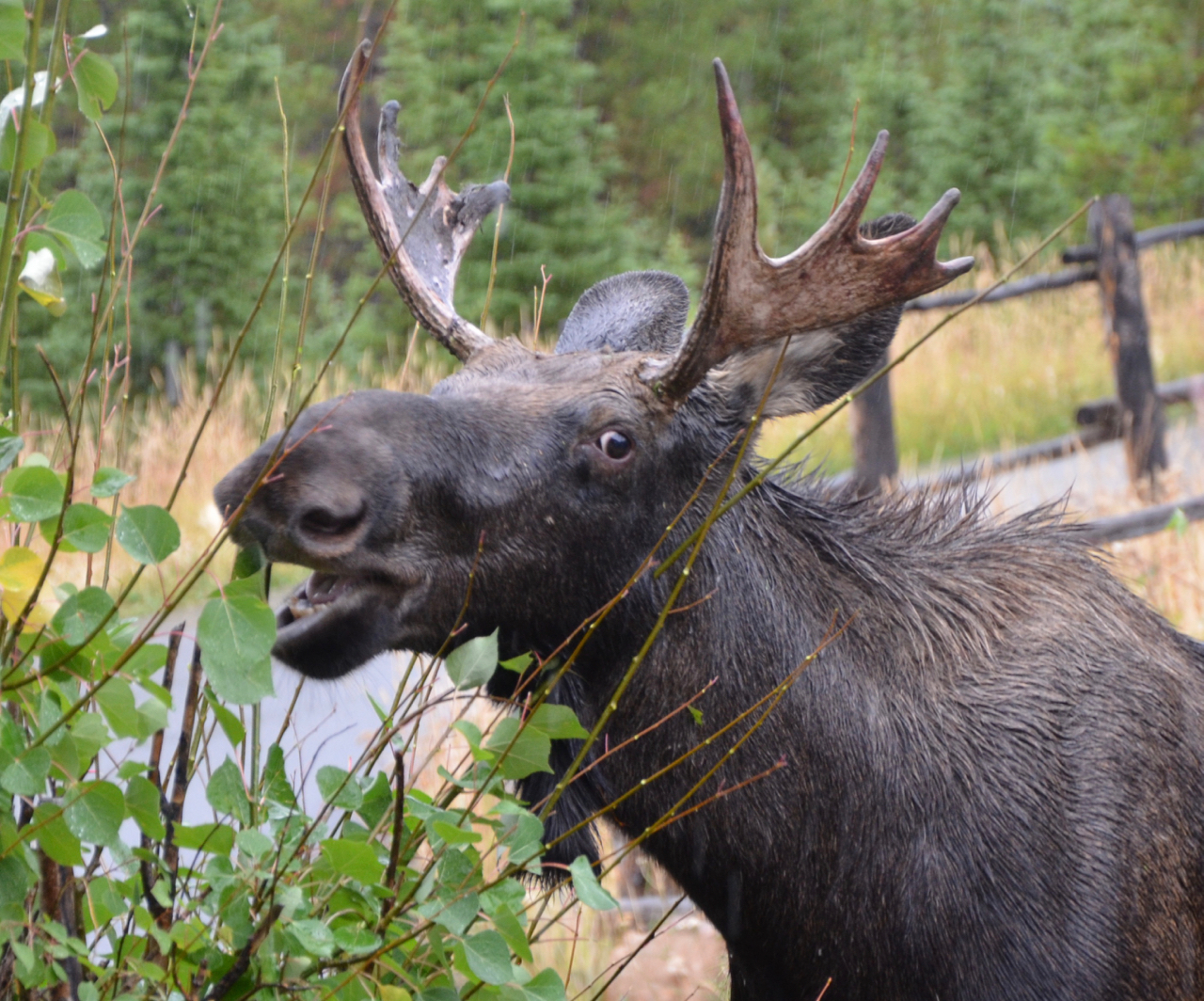
Łoś

Bukowisko – okres godowy łosi, a także obszar, na którym przebywają łosie w tym okresie. Gody łosi rozpoczynają się we wrześniu i trwają do połowy października. Byki przebywają kilka dni z jedną klępą, która wykazuje objawy rui, po jej pokryciu odchodzą w poszukiwaniu kolejnej samicy. Byki nie staczają zaciętych walk o samice zwane klępami, nie tworzą również haremów samic, jak ma to miejsce u jeleni. W tym czasie łosie-byki wydają głos zwany stękaniem, buczeniem.